# Jean Carlier
Pour les articles homonymes, voir Carlier.
Jean Carlier, né le 24 mai 1922 à Pont-du-Château et mort le 5 avril 2011 à Ivry-sur-Seine, est un journaliste français et un militant pour la protection de la nature et de l’environnement.

## Biographie
Il fut directeur de l'information de la station de radio RTL de 1967 à 1982.
À partir de septembre 1974, Jean Carlier tient sur les ondes de RTL une chronique matinale, La qualité de la vie, quotidienne de 1974 à 1978, puis hebdomadaire jusqu'en 1982.
Il est l'un des fondateurs en 1969 de l'association des Journalistes-écrivains pour la nature et l'écologie (JNE).
En 1974, il appuie la candidature à l'élection présidentielle de René Dumont ; il en dirige ensuite la campagne (relayée par Claude-Marie Vadrot).
Habitant Sèvres, il présidât le comité de soutien aux listes locales écologistes jusqu’à son décès. 
Il fut le premier président du Comité sévrien de développement durable mis en place par la Ville en 2008.

## Œuvres
- Vanoise : Victoire pour demain, Paris, Calmann-Lévy, 1972.
- Mort aux veaux, Paris, Julliard, 1973.